# Claude Goretta
Claude Goretta (Genève, 23 juni 1929 – aldaar, 20 februari 2019) was een Zwitserse film- en televisieregisseur.

## Levensloop
Claude Goretta studeerde rechten aan de universiteit van Genève. Hij maakte zijn eerste film in 1957, samen met Alain Tanner, met wie hij samen werkzaam was aan het British Film Institute. De film is een impressionistische weergave van de Londense wijk Piccadilly Circus.
Terug in Zwitserland maakte hij deel uit van de Groupe de 5, met Alain Tanner, Jean-Louis Roy, Michel Soutter, en Yves Yersin. Goretta maakte in het begin van zijn carrière vooral televisieproducties, waaronder verfilmingen van literaire werken die van Tsjechov.
Zijn eerste echte zelfstandige speelfilm, getiteld Le Fou, met François Simon in de hoofdrol, ontving een prijs als de beste Zwitserse film van 1970 van de Zwitserse bond van Filmcritici.
L'Invitation haalde de buitenlandse bioscopen, met een mooie hoofdrol van Jean-Luc Bideau.
De film Pas si méchant que ça (1974) kreeg mindere kritieken, hoewel Gérard Depardieus vertolking van een excentrieke dief wel lof oogstte.
La Dentellière (1977) werd door de critici goed beoordeeld. Deze film betekende de doorbraak voor de Franse actrice Isabelle Huppert. In de jaren tachtig bleef Claude Goretta speelfilms maken. In de jaren negentig richtte hij zich opnieuw overwegend op televisie. In 1994 maakte Goretta een minitelevisieserie van het boek Het verdriet van België van Hugo Claus.
Hij verfilmde tevens een aantal episodes van Maigret voor televisie; Maigret et la grande perche (1991) Maigret et les caves du Majestic (1993), en Maigret a peur (1996).
In 2006 maakte Claude Goretta een documentaire in twee delen over het leven van Jean-Paul Sartre en Simone de Beauvoir.

## Filmografie
- 1957: Picadilly la nuit
- 1966: Jean-Luc persécuté
- 1967: Micheline, 6 enfants...
- 1969: Vivre ici
- 1970: Le Fou
- 1972: Le Temps d'un portrait
- 1973: L'Invitation
- 1974: Pas si méchant que ça
- 1975: Passion et mort de Michel Servet
- 1977: La Dentellière
- 1978: Les Chemins de l'exil ou Les dernières années de Jean-Jacques Rousseau
- 1979: Bonheur toi-même
- 1981: La Provinciale
- 1983: La Mort de Mario Ricci
- 1985: Orfeo
- 1987: Si le soleil ne revenait pas
- 1988: Les Ennemis de la mafia
- 1991: L'Ombre
- 1991: Visages suisses
- 1993: Goupi mains rouges
- 1994: Het verdriet van België
- 1996: Le Dernier Chant
- 1997: Le Dernier Été
- 2000: Thérèse et Léon
- 2004: La Fuite de Monsieur Monde
- 2006: Sartre, l'âge des passions